# Masaichi Niimi
Masaichi Niimi (Hiroshima, 4 febbraio 1887 – Hiroshima, 2 aprile 1993) è stato un ammiraglio giapponese.

## Biografia
Niimi nacque in quello che attualmente è Asakita-ku, un quartiere dell città di Hiroshima, figlio secondogenito di un produttore di salsa di soia. Entrò nell'accademia della marina imperiale giapponese il 2 dicembre 1905 dove si diplomò il 21 novembre 1908, classificandosi come il 15° dei 191 cadetti del suo corso. Come marinaio, prestò servizio sugli incrociatori Aso e Izumo. Ottenne il rango di sottufficiale il 15 gennaio 1910 e venne promosso sottotenente di vascello dal 1 dicembre 1911.
Nel 1910 frequentò dei corsi di artiglieria navale e torpedo, e venne nuovamente assegnato alla nave Aso e poi al distruttore Yayoi.
Promosso tenente il 1 dicembre 1914, prestò servizio a bordo dell'incrociatore Katori, dell'incrociatore da battaglia Ibuki, della nave da guerra Kawachi e del distruttore Umikaze. Si iscrisse al collegio navale di guerra nel 1917, specializzandosi in artiglieria navale, diplomandosi il 26 novembre 1919. Divenne quindi ufficiale primo cannoniere sulla nave da guerra Ise e venne promosso al rango di tenente comandante il 1 dicembre 1920. Venne inviato nel Regno Unito come attaché navale dal 1923–1925, periodo dopo il quale venne promosso al rango di comando il 1 dicembre 1924. Nel 1922, scrisse un rapporto allo staff generale della marina giapponese dove descrisse l'importanza delle navi mercantili in tempo di guerra.
Al suo ritorno in Giappone, venne assegnato come ufficiale all'incrociatore Kuma nel 1926. Promosso capitano il 30 novembre 1929. Il 1 aprile 1931, ottenne il suo primo comando: l'incrociatore Ōi. Successivamente prestò servizio come comandante dell'incrociatore Yakumo e poi fu a bordo del Maya.
Niimi venne promosso contrammiraglio il 15 novembre 1935. Nel 1937, accompagnò il principe Chichibu in Inghilterra per la cerimonia d'incoronazione di re Giorgio VI, dopo aver visitato Francia, Germania e Stati Uniti. Dopo aver prestato servizio come capo dello staff del distretto navale di Kure e venne successivamente promosso al grado di vice ammiraglio e comandante dell'accademia navale imperiale giapponese il 15 novembre 1939.
Il 4 aprile 1941 fu responsabile della componente della marina per l'invasione di Hong Kong, dove ebbe il compito principale di bloccare il porto di Hong Kong con alcuni incrociatori leggeri. Ricoprì nominalmente la posizione di capo delle forze di occupazione giapponesi ad Hong Kong col generale Takashi Sakai, ma la sua autorità fu comunque molto limitata.
Il 14 luglio 1942, divenne comandante in capo del distretto navale di Maizuru. Si ritirò dal servizio attivo nel marzo del 1944.
Niimi sopravvisse alla guerra e morì nel 1993, all'età di 106 anni. Alla sua morte, era l'ultimo degli ammiragli della marina imperiale giapponese.